# Deniskowicze
Deniskowicze (biał. Дзяніскавічы; ros. Денисковичи) – wieś na Białorusi, w obwodzie brzeskim, w rejonie hancewickim, w sielsowiecie Deniskowicze.
Znajduje się tu parafialna cerkiew prawosławna pw. św. Michała Archanioła.

## Historia
Dawniej wieś i duży majątek ziemski należące do radziwiłłowskiej ordynacji nieświeskiej. W dwudziestoleciu międzywojennym wsie Deniskowicze I i Deniskowicze II leżały w Polsce, w województwie poleskim, w powiecie łuninieckim, gminie Kruhowicze.
Według spisu z 2009 Deniskowicze zamieszkiwały 1223 osoby, w tym 1210 Białorusinów (98,94%), 5 Rosjan (0,41%), 5 Ukraińców (0,41%), 1 Polak (0,08%), 1 Niemiec (0,08%) i 1 Weps (0,08%).